# 克蘭

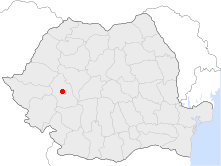

克蘭（羅馬尼亞語：Călan，羅馬尼亞語發音：[kəˈlan]）是羅馬尼亞胡內多阿拉縣的城鎮，位於該國西部，距離县府胡內多阿拉25公里，面積101.55平方公里，海拔高度227米，2012年人口13,058。